# Richard Edwards
Richard Edwards (Kingston, 15 aprile 1983) è un ex calciatore giamaicano, di ruolo centrocampista.

## Carriera

### Club
Ha sempre giocato nella massima serie del suo paese con varie squadre tranne un'esperienza in Finlandia nel 2012 con il Mikkelin Palloilijat in terza serie.

### Nazionale
Ha esordito con la Nazionale giamaicana nel 2007. Ha partecipato alla CONCACAF Gold Cup 2011.